# Esino (Fluss)
Der Esino (antiker Name: Aesis) ist ein etwa 80 km langer Fluss in der italienischen Region Marken.
Auf seinem Weg zum Adriatischen Meer durchfließt der Esino die Provinzen Ancona und Macerata. Das Quellgebiet liegt am 1116 m hohen Monte Cafaggio. Schon nach wenigen Kilometern durchfließt der Esino die Stadt Matelica auf einer Höhe von 350 m über dem Meeresspiegel. Nachdem er durch die Schlucht Gola della Rossa den Nationalpark Parco Regionale della Rossa e di Frasassi durchquert, erreicht er die der Küste vorgelagerte Ebene um Jesi und Chiaravalle, bevor er bei Falconara ins Meer mündet.
Der Fluss gibt dem Weinbaugebiet Esino seinen Namen. Zudem wachsen an den Hängen des Flusses die bekannten Weine Verdicchio dei Castelli di Jesi und Verdicchio di Matelica.